# Subliminal Criminals
Subliminal Criminals è il settimo album in studio del gruppo musicale statunitense Stray from the Path, pubblicato il 14 agosto 2015 dalla Sumerian Records e dalla UNFD.

## Tracce
1. The New Gods – 3:05
2. Outbreak – 3:04
3. Badge & a Bullet, Pt. II – 3:30
4. First World Problem Child (feat. Sam Carter) – 3:05
5. Shots Fired – 3:42
6. Eavesdropper (feat. Rou Reynolds) – 3:19
7. D.I.E.P.I.G. – 2:31
8. Future of Sound (feat. Cody B Ware) – 1:51
9. Time Bomb – 2:42
10. Snap – 2:44
11. These Things Have to Fall Apart – 3:21

## Formazione
Stray from the Path
- Andrew Dijorio – voce
- Thomas Williams – chitarra
- Anthony Altamura – basso, voce secondaria
- Dan Bourke – batteria, percussioni

Altri musicisti
- Sam Carter – voce in First World Problem Child
- Rou Reynolds – voce in Eavesdropper
- Cody B Ware – voce in Future of Sound

## Classifiche
| Classifica (2015)         | Posizione massima |
| ------------------------- | ----------------- |
| Australia                 | 53                |
| Stati Uniti (independent) | 13                |
| Stati Uniti (alternative) | 18                |
| Stati Uniti (hard rock)   | 6                 |
| Stati Uniti (rock)        | 24                |